# جون سانشيز
جون سانشيز (بالإنجليزية: John Sanchez)‏ هو لاعب كرة قدم أمريكية أمريكي، ولد في 12 أكتوبر 1920 في لوس أنجلوس في الولايات المتحدة، وتوفي في 11 سبتمبر 1992.